# Précy-sur-Vrin
Précy-sur-Vrin – miejscowość i gmina we Francji, w regionie Burgundia-Franche-Comté, w departamencie Yonne.
Według danych na rok 1990 gminę zamieszkiwało 421 osób, a gęstość zaludnienia wynosiła 20 osób/km² (wśród 2044 gmin Burgundii Précy-sur-Vrin plasuje się na 513. miejscu pod względem liczby ludności, natomiast pod względem powierzchni na miejscu 412.).